# Plagioscelis manni
Plagioscelis manni är en skalbaggsart som först beskrevs av Wenzel och Dybas 1941.  Plagioscelis manni ingår i släktet Plagioscelis och familjen stumpbaggar. Inga underarter finns listade i Catalogue of Life.